# 충무공 이순신 탄신일
충무공 이순신 탄신일(忠武公 李舜臣 誕辰日)은 충무공 이순신 장군의 나라 사랑에 대한 높은 뜻을 기리기 위하여 제정한 기념일이다. 매년 4월 28일이며, 임진왜란으로 나라가 위기에 처했을 때 목숨을 바쳐 왜병과 싸워 물리치고 나라를 구한 충무공 이순신 장군을 기념하는 각종 행사가 열린다.
1973년에 국가 기념일로 지정되었으며, 이전에는 명칭이 충무공 탄신일(忠武公 誕辰日)이었으나 2013년에 현재의 명칭으로 변경되었다.

## 같이 보기
- 대한민국의 기념일